# Torii Kiyohiro
Torii Kiyohiro (鳥居 清広, mort en 1776) est un artiste japonais de l'école Torii des artistes ukiyo-e.

## Biographie
La date de naissance de Torii Kiyohiro est inconnue. L'Ukiyo-e Ruikō indique que la date de décès de Kiyohiro est 1776. Aucune autre preuve de cette date n'est connue.
Le nom personnel de Kiyohiro était Shichinosuke (七之助). Il vivait dans le quartier de Sakaimachi à Edo (Tokyo moderne). Il était inscrit en tant qu'étudiant de Torii Kiyomasu et avait probablement étudié avec Torii Kiyonobu II ou Torii Kiyomasu II. Ernest Fenollosa le considérait comme "d'un talent presque égal" à son contemporain Torii Kiyomitsu, et pensait qu'ils auraient pu être frères.

## Œuvre
La première œuvre connue de Kiyohiro a été publiée vers 1751 et la dernière vers 1764. Toutes ses œuvres connues sont des œuvres de benizuri-e. Bien que l'école de Torii soit réputée pour ses représentations d'acteur yakusha-e, Kiyohiro se spécialise également dans les estampes bijin-ga de beautés féminines. Il s'est spécialisé dans la conception de tirages de grande taille ōban.

Œuvres de Torii Kiyohiro
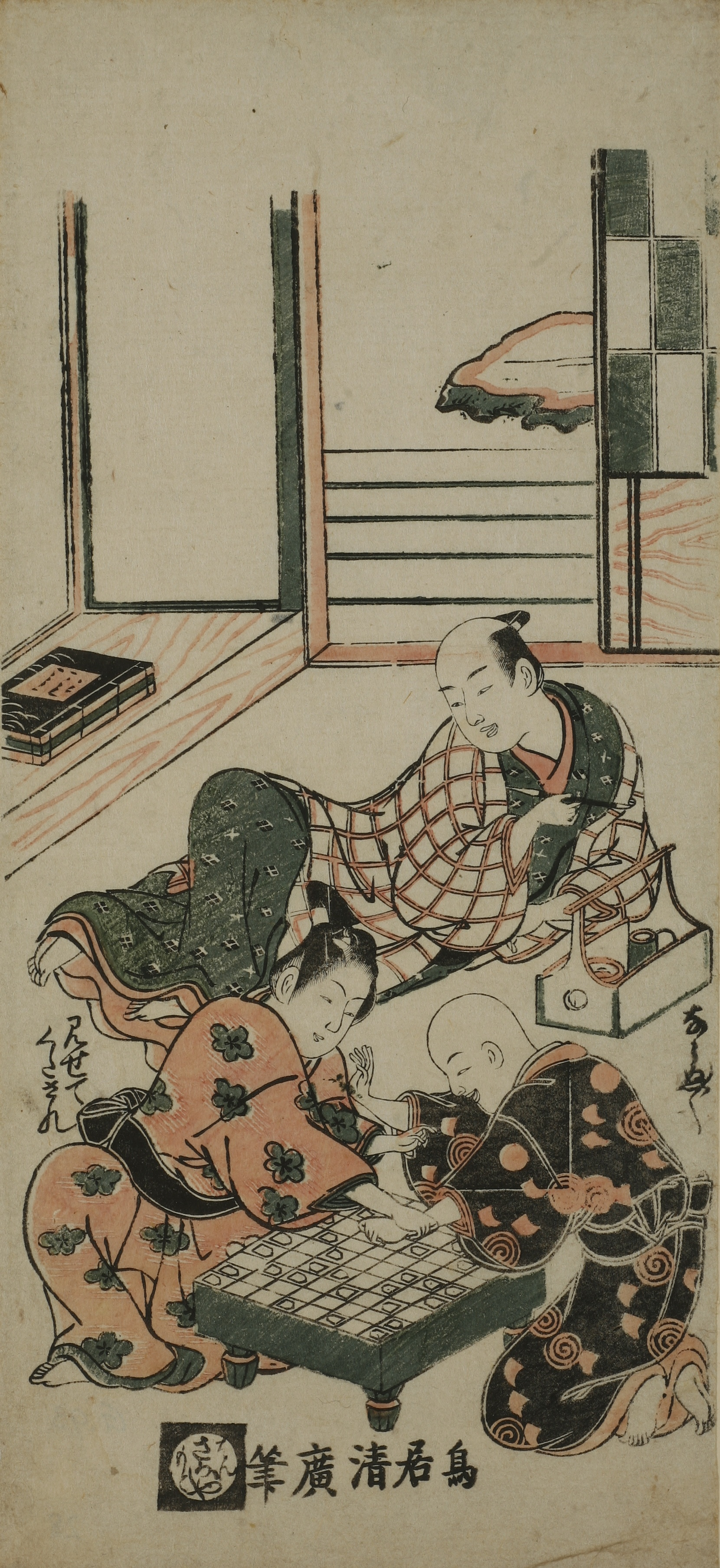
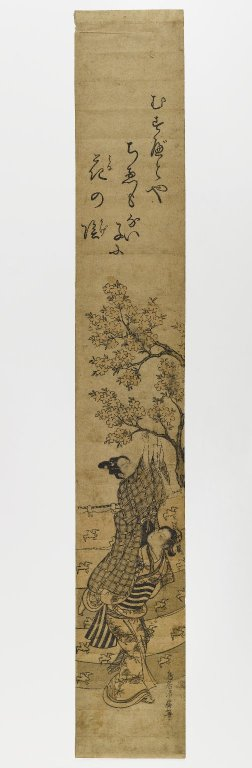
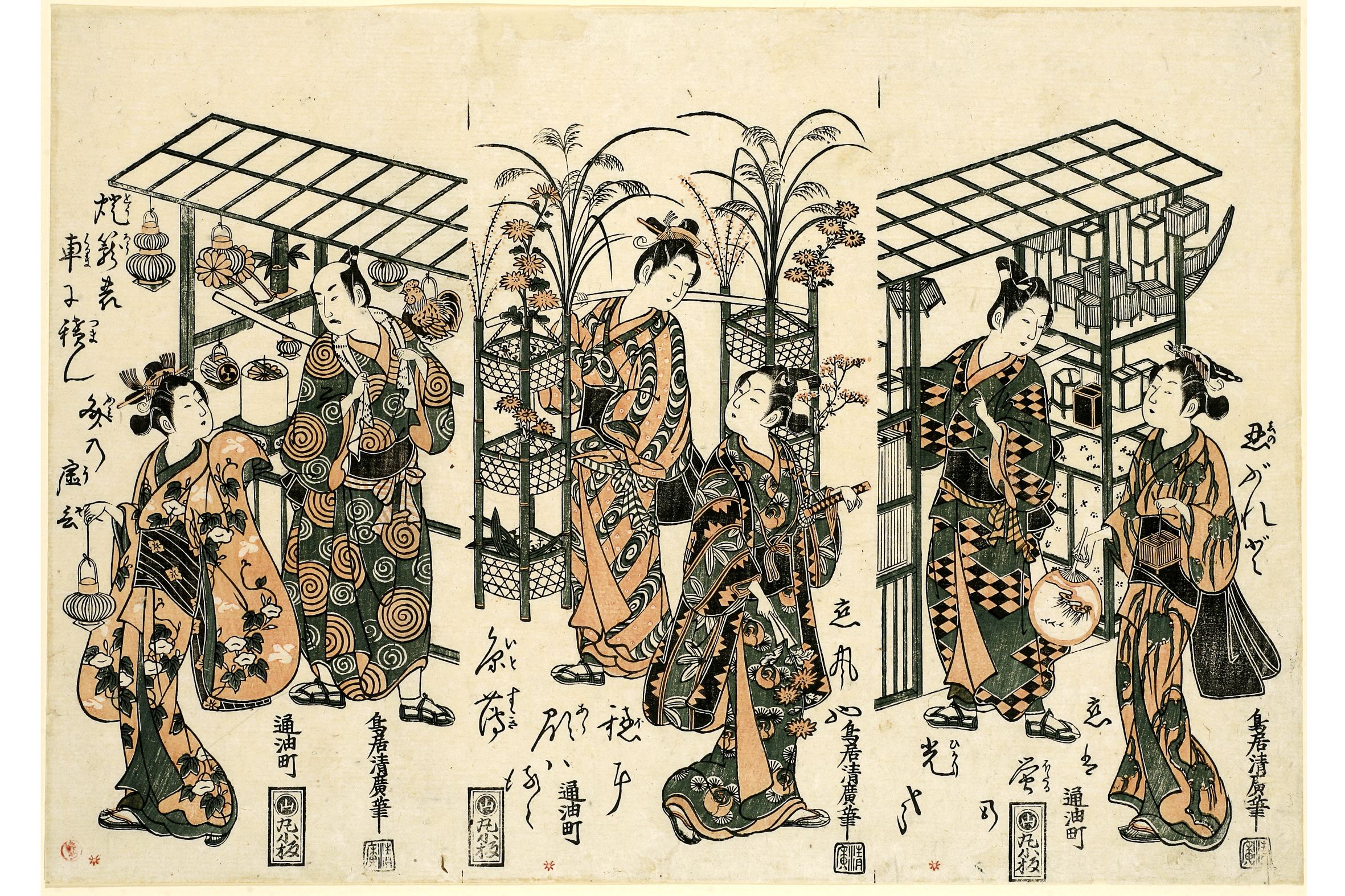
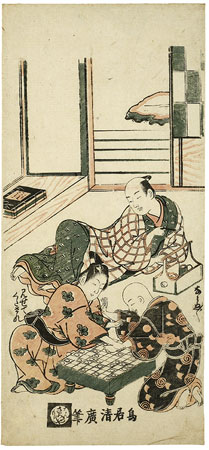
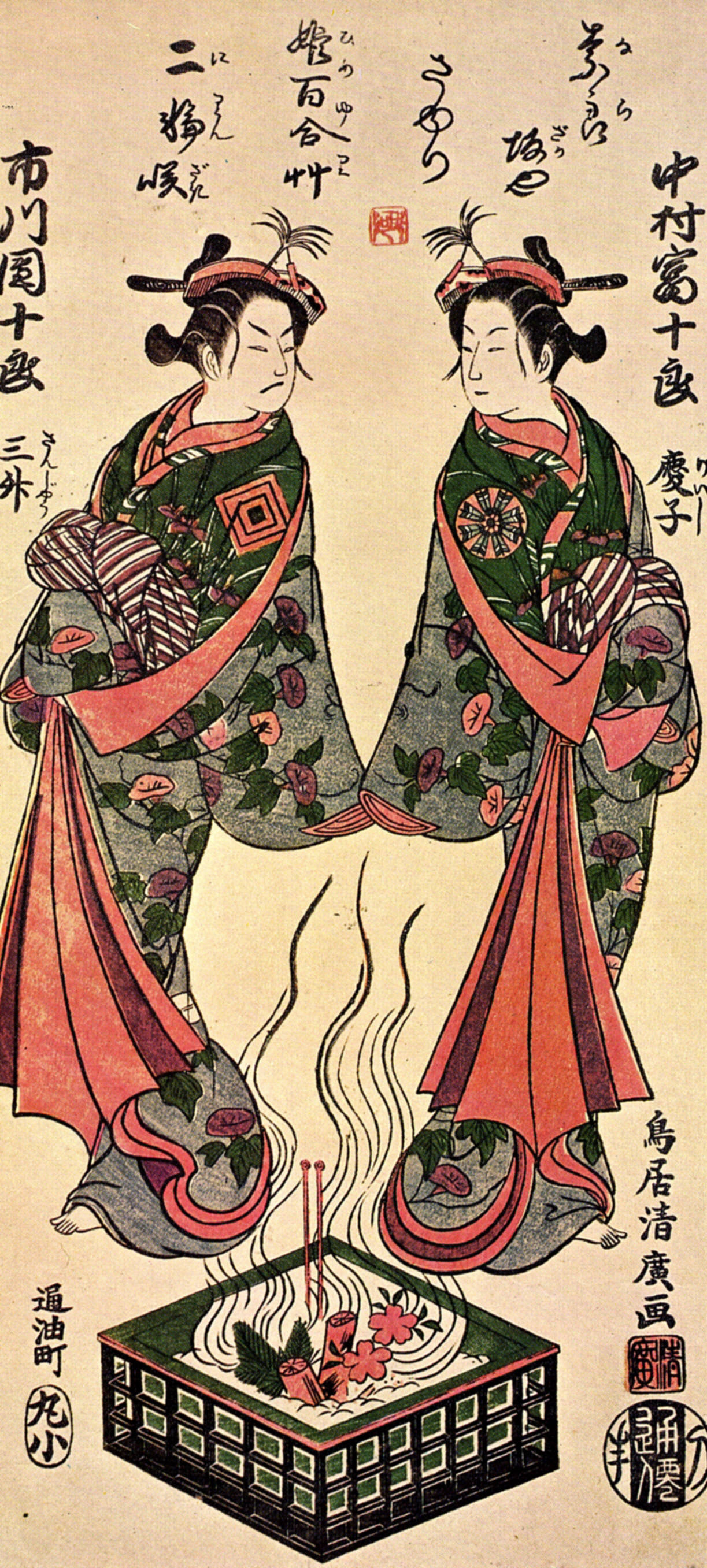
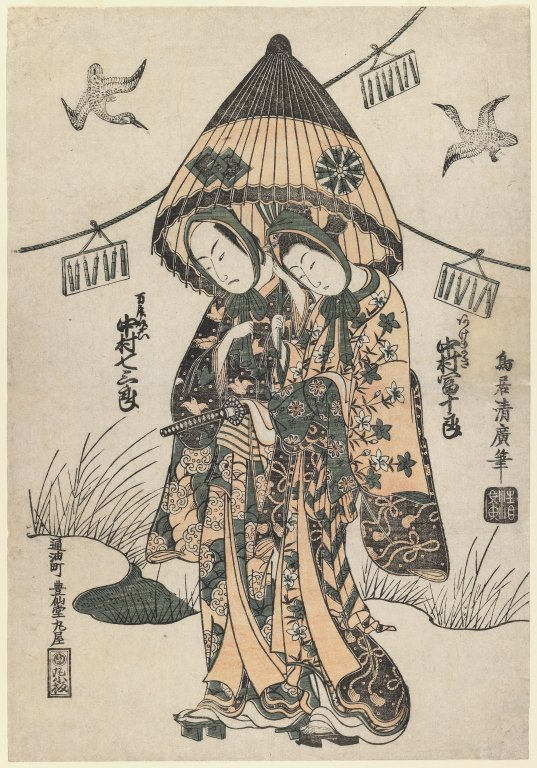
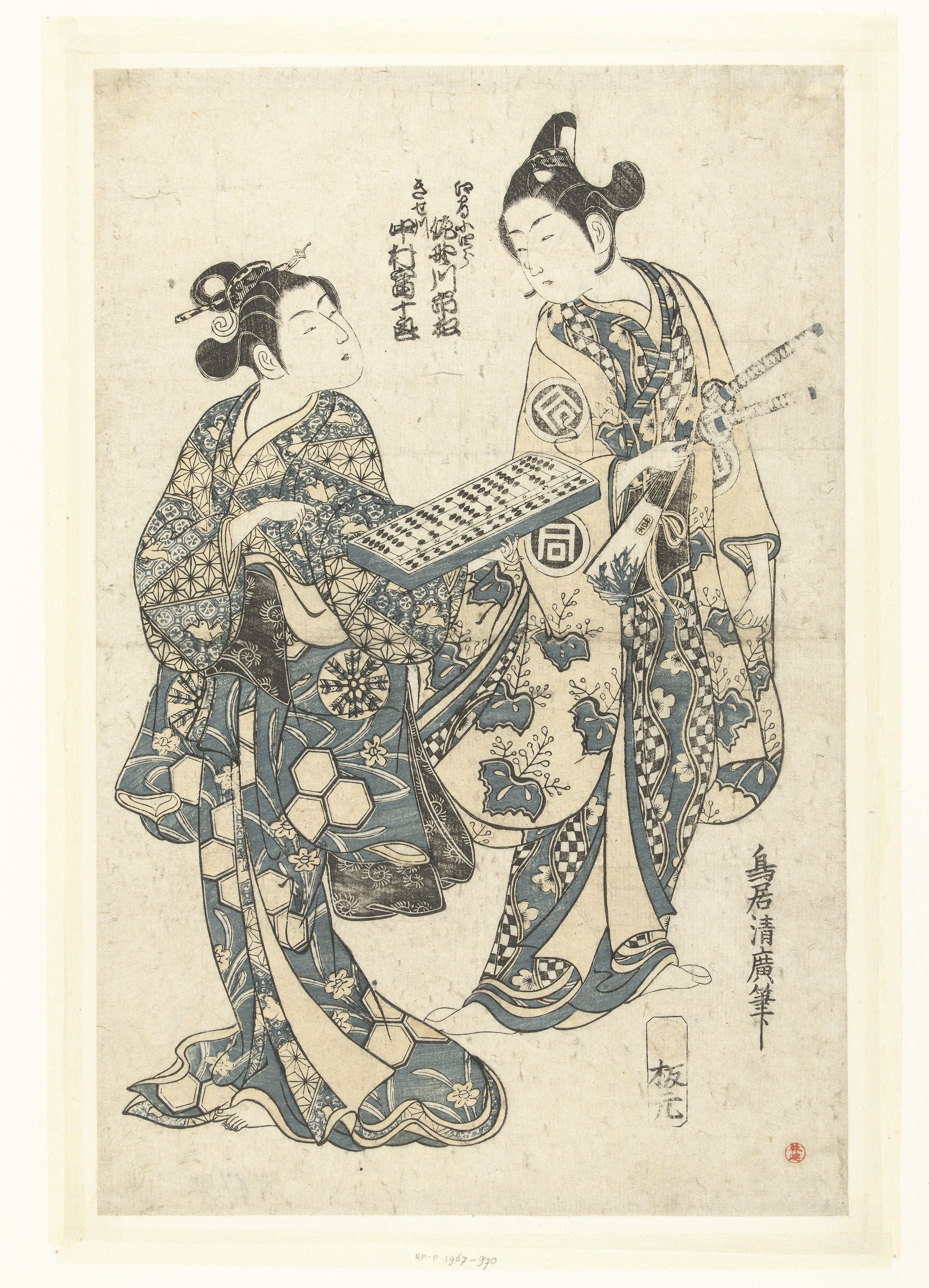
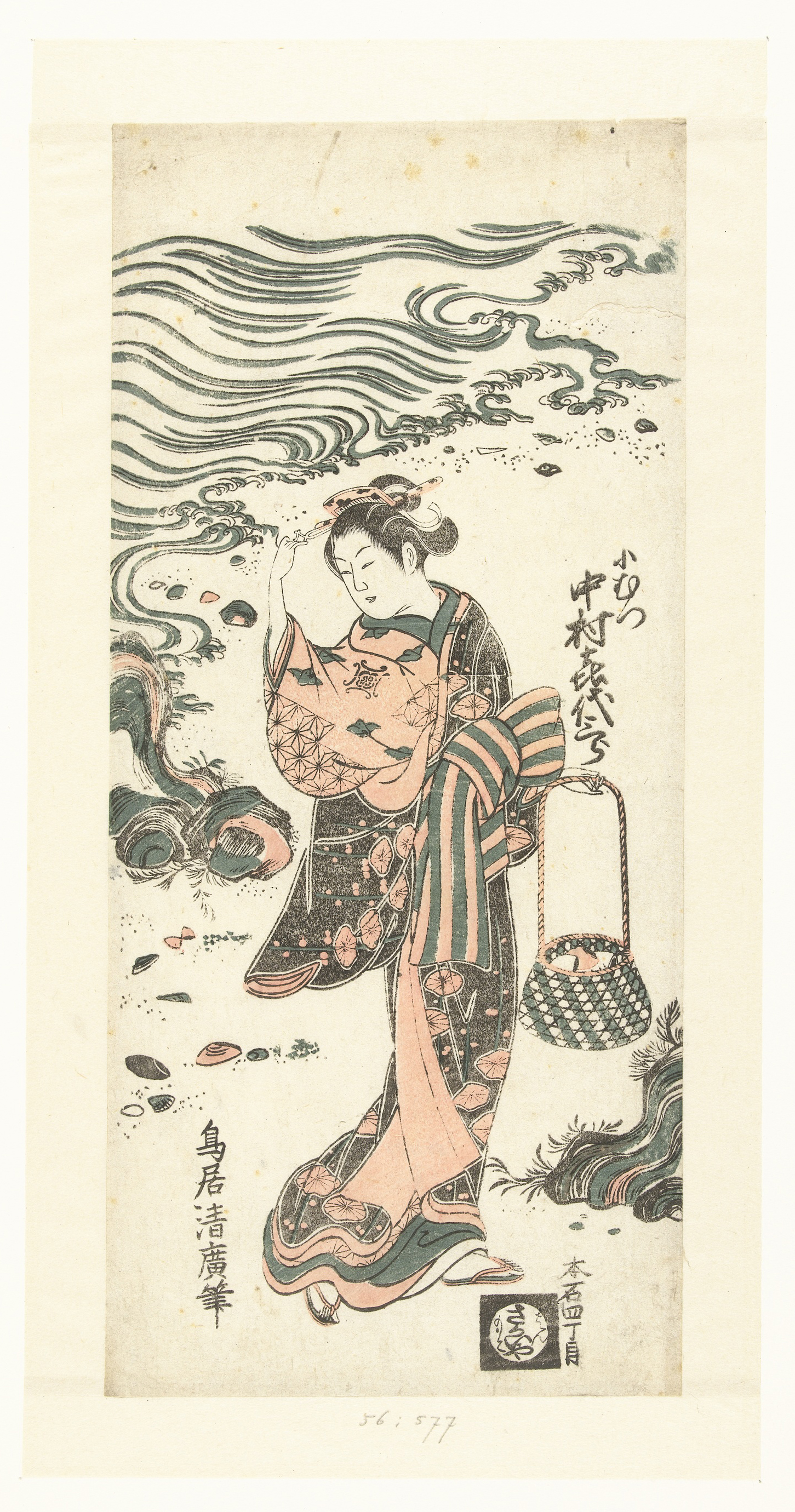